# قسم دشتابي الغربي الريفي (مقاطعة بوئين زهرا)
قسم دشتابي الغربي الريفي (بالفارسية: دهستان دشتابی غربی) هي منطقة ريفية تقع في إيران في ناحية دشتابي. يقدر عدد سكانها بـ 9,753 نسمة .